# Острови Кадзан
Острови́ Кадзан (яп. 火山列島, Kazan Rettō, «вулкані́чний архіпела́г»), відомі також як острови́ Волкано (англ. Volcano Islands) або архіпела́г Іо (яп. 硫黄列島, Iō-rettō, «сірча́ний архіпела́г») — група з трьох японських островів на південь від островів Оґасавара. Адміністративно підпорядковуються поселенню Оґасавара, префектура Токіо, Японія. Усі острови є активними вулканами, які лежать на острівній дузі, яка тягнеться на південь до Маріанських островів. Площа островів — 32,55 км², населення — 380 осіб (2008).

## Географія
До островів Кадзан відносять:
- Кіта-Іото[en] (яп. 北硫黄島, Kita-Iō-tō, дослівно «північний сірчаний острів»), 5,57 км², 792 м (гора Сакакіґаміне (Sakaki-ga-mine));
- Іото (яп. 硫黄島, Iō-tō, дослівно «сірчаний острів»), 20,60 км², 166 м (вулкан Сурібаті (Suribachi-yama));
- Мінамі-Іото[en] (яп. 南硫黄島, Minami-Iō-tō, дослівно «південний сірчаний острів»), 3,54 км², 916 м.

Ще один острів розташований набагато північніше, але на тій самій вулканічній дузі:
- Нісіносіма (яп. 西之島, Nishino-shima, дослівно «західний острів»), 38 м[8].

На островах розташована авіабаза сил самооборони Японії зі штатом 380 осіб. Вона розташована у селі Мінамі. За винятком присутності персоналу авіабази, острови безлюдні.

## Історія
Перші відомі відвідини островів європейцями відбулися у жовтні 1543 року іспанський мореплавцем Бернардо де ла Торре на борту караки San Juan de Letrán, коли він намагався повернутися із Сарангані до Нової Іспанії. Іото був позначений як Суфре (ісп. Sufre), колишньою іспанською назвою сірки.
Острови Кадзан залишалися безлюдними до 1889 року, коли на двох північних островах поселились вихідці з островів Ідзу. Острови анексовані Японією у 1891 році.
Населення островів становило близько 1100 осіб у 1939 році і було розподілене між п'ятьма поселеннями: Хіґасі, Мінамі, Нісі, Кіта та Мотояма (що означає «Схід», «Південь», «Захід», «Північ» та «Гора походження» або «центральна гора») на острові Іото; і два поселення на острові Кіта-Іото: Ісіно-мура («село Ісіно»; Ісіно — прізвище) та Нісі-мура («Західне село»). Муніципальне управління розташовувалося у поселенні Хіґасі до 1940 року, коли муніципалітет був підпорядкований адміністрації поселення Оґасавара (Токіо).
Острів Іото (відомий також як Іодзіма) став місцем битви за Іодзіму під час Другої світової війни. Група островів після битви перейшла у підпорядкування адміністрації Сполучених Штатів Америки (назва островів англійською — Volcano Islands). Острови Кадзан повернуті японській адміністрації у 1968 році.

## Галерея

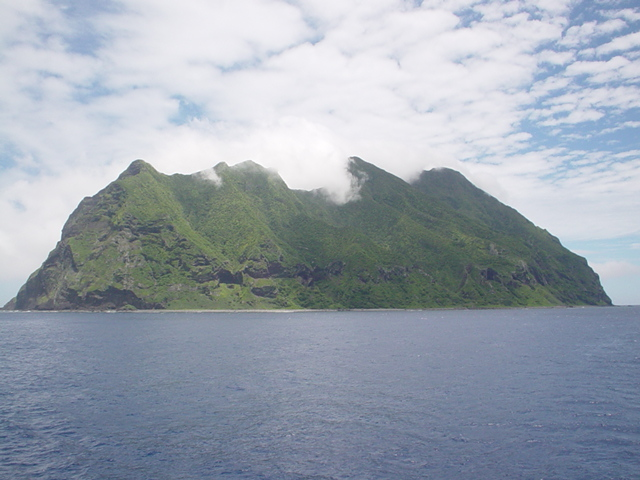
Кіта-Іото
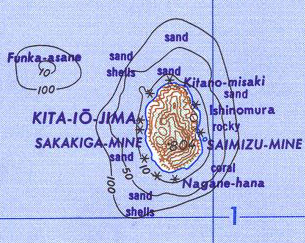
Кіта-Іото
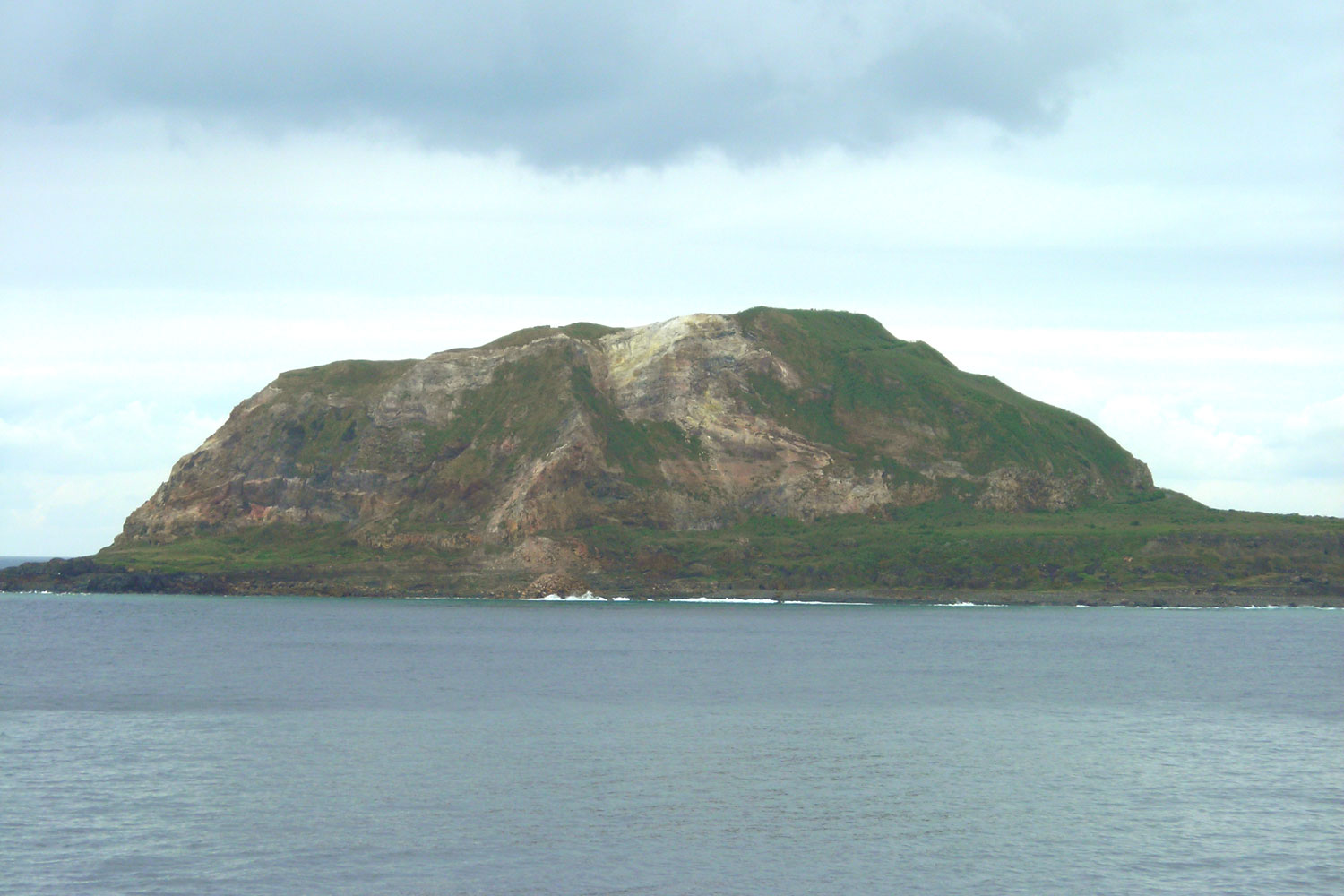
Іото
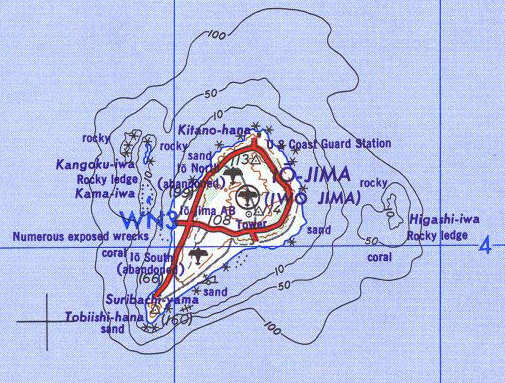
Іото
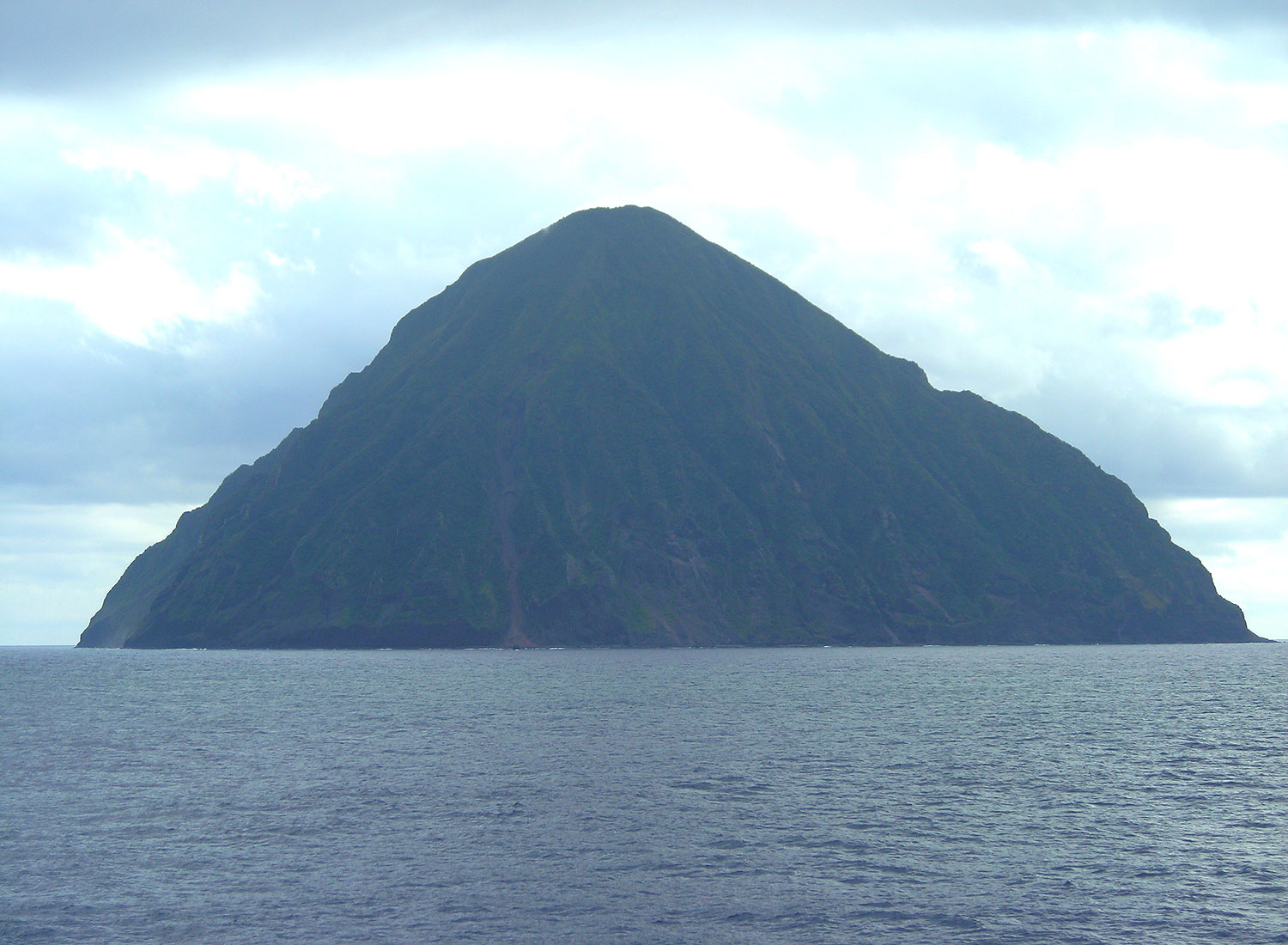
Мінамі-Іото
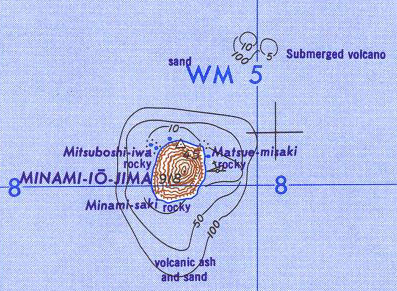
Мінамі-Іото